# Монастир у Некресі
Некреський монастир, Монастир у Некресі, (груз. ნეკრესის მონასტერი) — грузинський православний монастир у східній Грузії, в краю Кахетія, заснований у VI столітті. Розташований на одному зі східних відрогів Великого Кавказького хребта монастир є частиною масштабної історичної пам'ятки Некресі, в минулому — квітучого міста пізньої Античності. У середньовічній грузинській літературній традиції початок чернецтва у Некресі пов'язують з ім'ям ченця Абібоса Некреського, відомого своїм християнським прозелітизмом і боротьбою з зороастризмом. Монастир був закритий невдовзі після скасування Російською імперією Грузинської церкви у 1811. Після майже двохсотлітньої перерви монастир знову почав функціонувати в 2000 році.
Некреський монастир височить на лісистому пагорбі, так званій горі Назвреві (буквально «пагорб колишніх виноградників»), у східній частині історичної пам'ятки Некресі, приблизно у 3,7 км на схід від сучасного села Шильда (Кварельський муніципалітет). Це комплекс будівель, що складається з трьохцерковної базиліки Успіння Пресвятої Богородиці та поховальної каплиці, що датуються VI століттям, церкви Архангела Михаїла, побудованої у VIII або IX столітті, єпископського палацу IX століття, а також трапезної XII століття, оборонної вежі XVI століття, залишків складів та інших допоміжних приміщень. Комплекс внесений у список нерухомих пам'яток культури національного значення Грузії.

## Історія

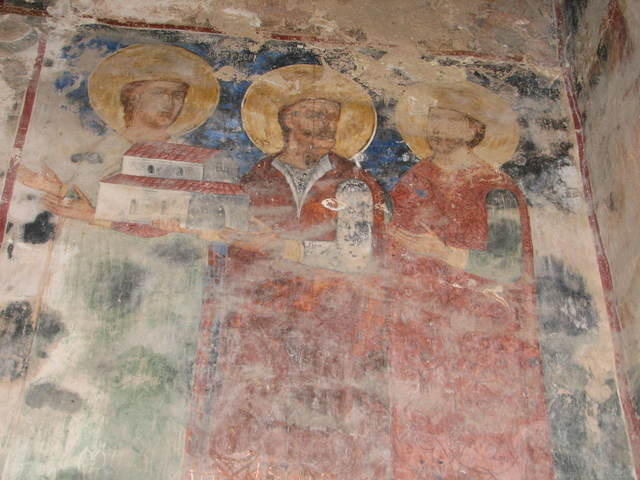
Леван, цар Кахетії, зі своєю дружиною Тінатін Гуріелі і сином Олександром, на фресці XVI століття у некреській церкві Успіння Пресвятої Богородиці.

Монастир Некресі заснований в VI столітті. Версія про те, що перша церква збудована на місці зороастрійського храму у IV столітті, була спростована археологічними розкопками, які не виявили жодних доказів існування будівель на пагорбі раніше VI століття. У цей період відбувався підйом чернецтва у Східній Грузії. Аскетичне життя популяризували «Тринадцять сирійських отців», група монахів, яким середньовічна грузинська літературна традиція приписує заснування кількох монастирів по всій країні. Один з них, Абібос Некреський, проповідував християнство серед гірських жителів на схід від Арагві і боровся зі зороастрійськими впливами. Згідно з легендою він погасив священне полум'я водою, після чого був схоплений і вбитий.
Хоча більша частина середньовічної історії Некресі не задокументована в письмових джерелах, археологічні дані і аналіз архітектури свідчать про широку будівельну діяльність у монастирському комплексі в IX столітті, коли місто Некресі вже перебувало у незворотному занепаді. Окрім того, монастир служив резиденцією грузинського єпископа, який носив титул Некреселі. Святий Абібос вважається першим єпископом Некресі; ім'я жодного іншого місцевого єпископа до 1556 не відоме. Монастирські оборонні споруди були укріплені під час відносно стабільного правління двох царів Кахетії: Левана, що правив у 1518—1574, і Олександра II (1574—1605).
Важкі часи і безперервні грабіжницькі набіги сусідніх племен Дагестану змусили єпископа в 1785 перевести свою резиденцію з монастиря до відносно безпечної церкви Божої Матері в сусідньому селі Шильда. Незабаром після ліквідації Російською імперією Грузинської церкви єпархія Некресі була скасована, а потім закритий і сам монастир. Вони були відновлені у сучасній Грузії після розпаду СРСР: колишнє єпископство відновлено як єпархія Некресі у складі Грузинської православної церкви в 1995, а монастир знову заселений монахами у 2000. З 2008 по 2010 на території комплексу проводили систематичні археологічні дослідження та суттєву реконструкцію.

## Споруди

### Поховальна каплиця
Поховальна каплиця є найстарішою збереженою будівлею у монастирському комплексі Некресі, маючи площу 4 м². Це будова зального типу з мініатюрним підковоподібним святилищем на східній стороні. Вона має входи з північної, південної і східної сторін, а також склеп під перекриттям, який використовувався для поховань..

### Церква Успіння Пресвятої Богородиці

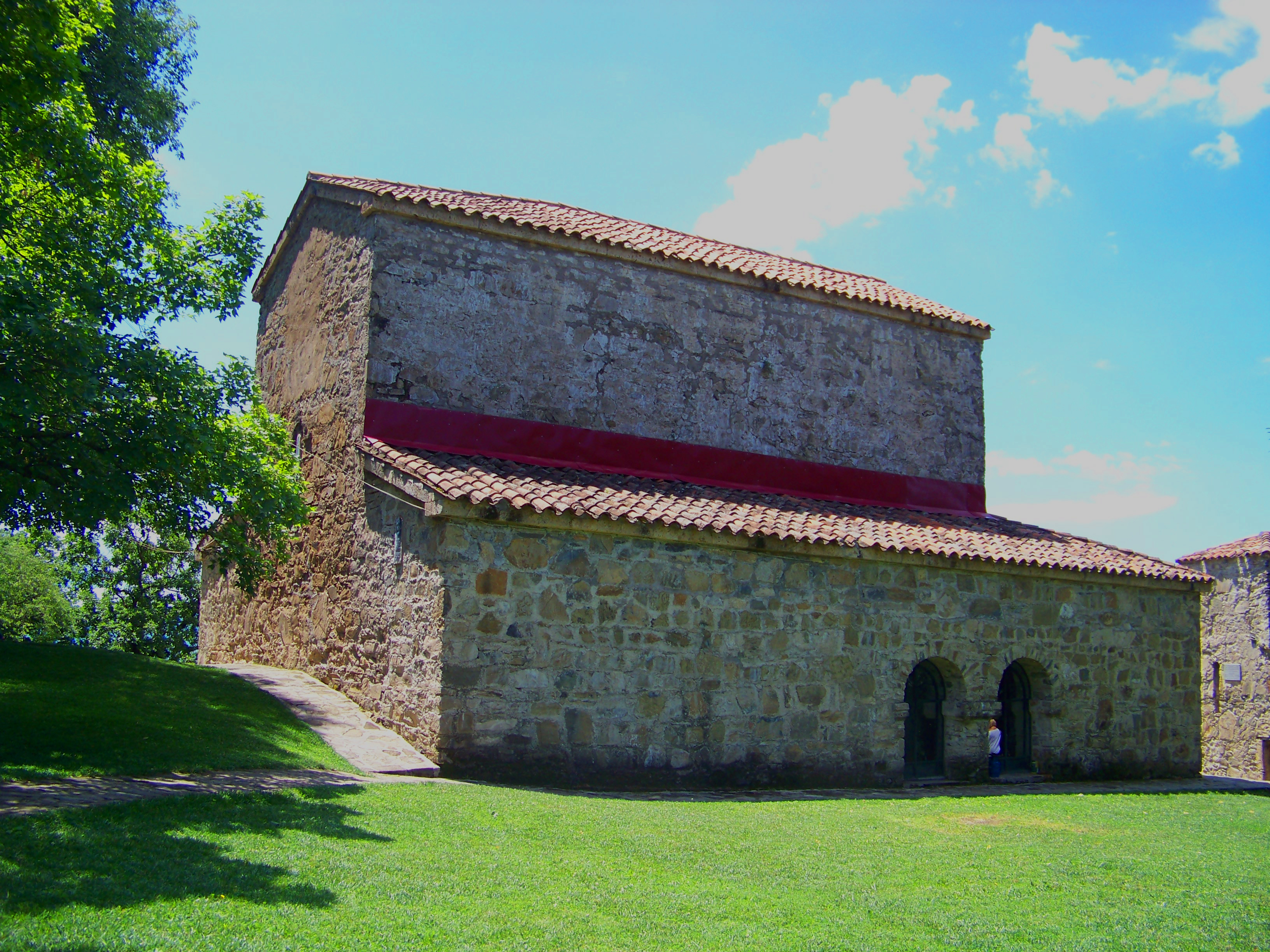
Південний фасад церкви Успіння Пресвятої Богородиці.

Церква Успіння Пресвятої Богородиці, що стоїть на південь від похоронної каплиці, датується VI або VII століттям. Вона побудована зі щебеню і займає площу 17,2 на 12,7 метрів. Будова відноситься до типу  трьохцерковної базиліки, в якій центральна і дві бічних нави є поділені суцільними стінами. У Некреській церкві притвор із західної сторони відкривається на всі три проходи. Центральна нава закінчується глибокою апсидою зі святилищем на сході, яка оточена прямокутним пастофоріем з обох сторін. Бічні нави також закінчуються апсидами. Північний прохід з'єднується із центральним нефом через двері, але відповідні двері на південних проходах, імовірно були заблоковані багато віків тому, оскільки фрески XVI століття покривають цю область. Північний і південний проходи виходять назовні з аркадами з двох арок.
Інтер'єр церкви прикрашений фресками, виконаними на замовлення кахетинського царя Левана в середині XVI століття. Цар зі своєю сім'єю зображений на південній стіні. Фрески позначені впливом пізньовізантійського мистецтва.

### Церква Архангела

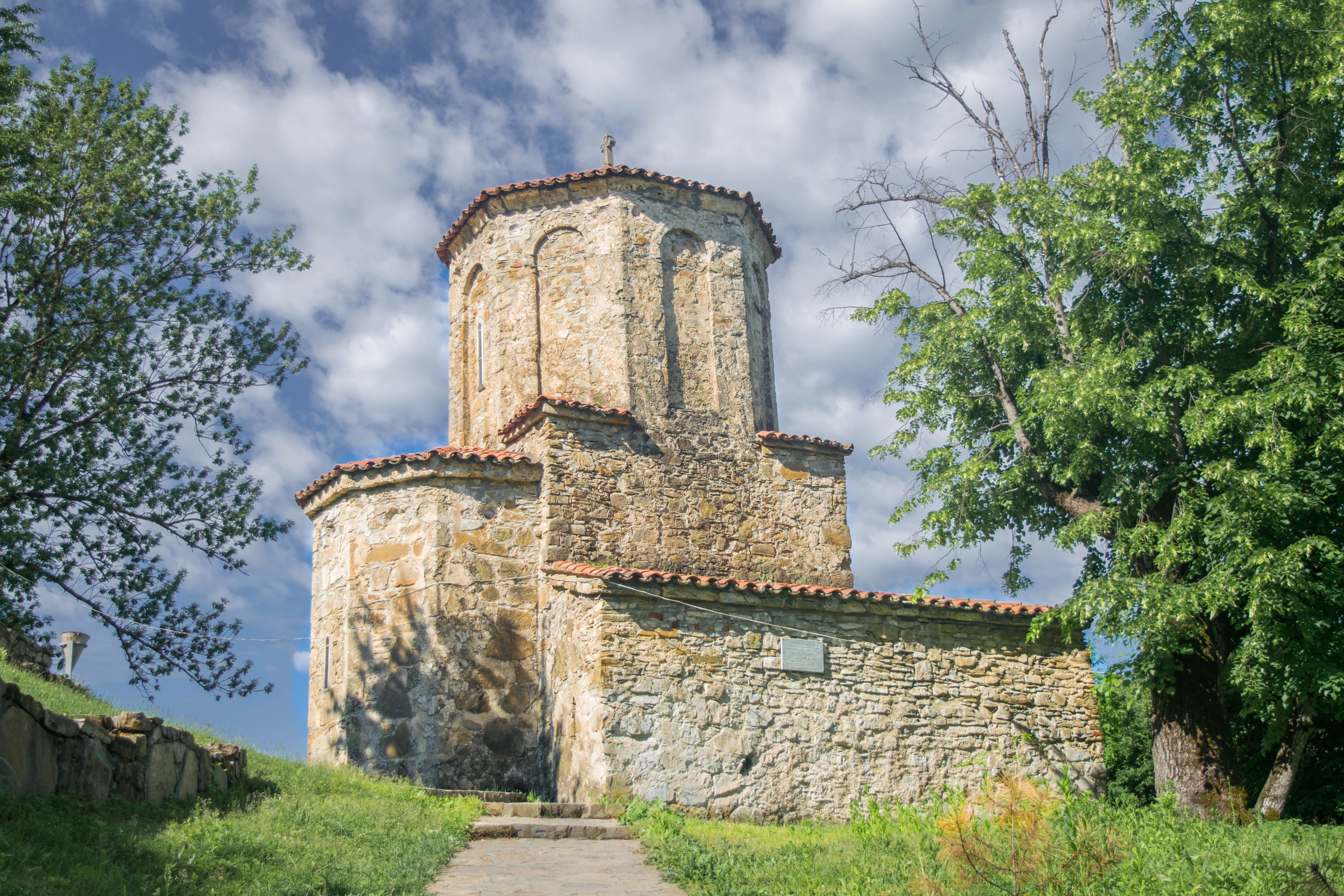
Церква Архангела.

Церква Архангела це будівля VIII-IX століть, розташована в південно-західній частині монастирського комплексу Некресі. Централізовано спланована церква, з перехідними рисами купольної трьохцерковної базиліки, побудована зі щебеню і вапнякових плит. Має два апсидних бічних проходи на північ і південь від центрального нефа. Неф закінчується п'ятикутною апсидою зі святилищем, де можна побачити єдине вікно у церкві. Вікно у північному проході закладене. Південний прохід і західний притвор відкриваються назовні через аркади з двома арками. 
Перехід з центрального об'єму в округлий купол здійснюється за допомогою двох тромпів на західній стороні і вітрил на сході. Барабан купола має вікна на схід, південь і захід. Із внутрішнього оздоблення центральної частини храму на сьогодні збереглись лише ледь помітні сліди фресок. Приблизно в 25 метрах на північний схід від церкви, на терасованому схилі, було виявлено кілька чернечих келій.

### Єпископський палац та інші будівлі

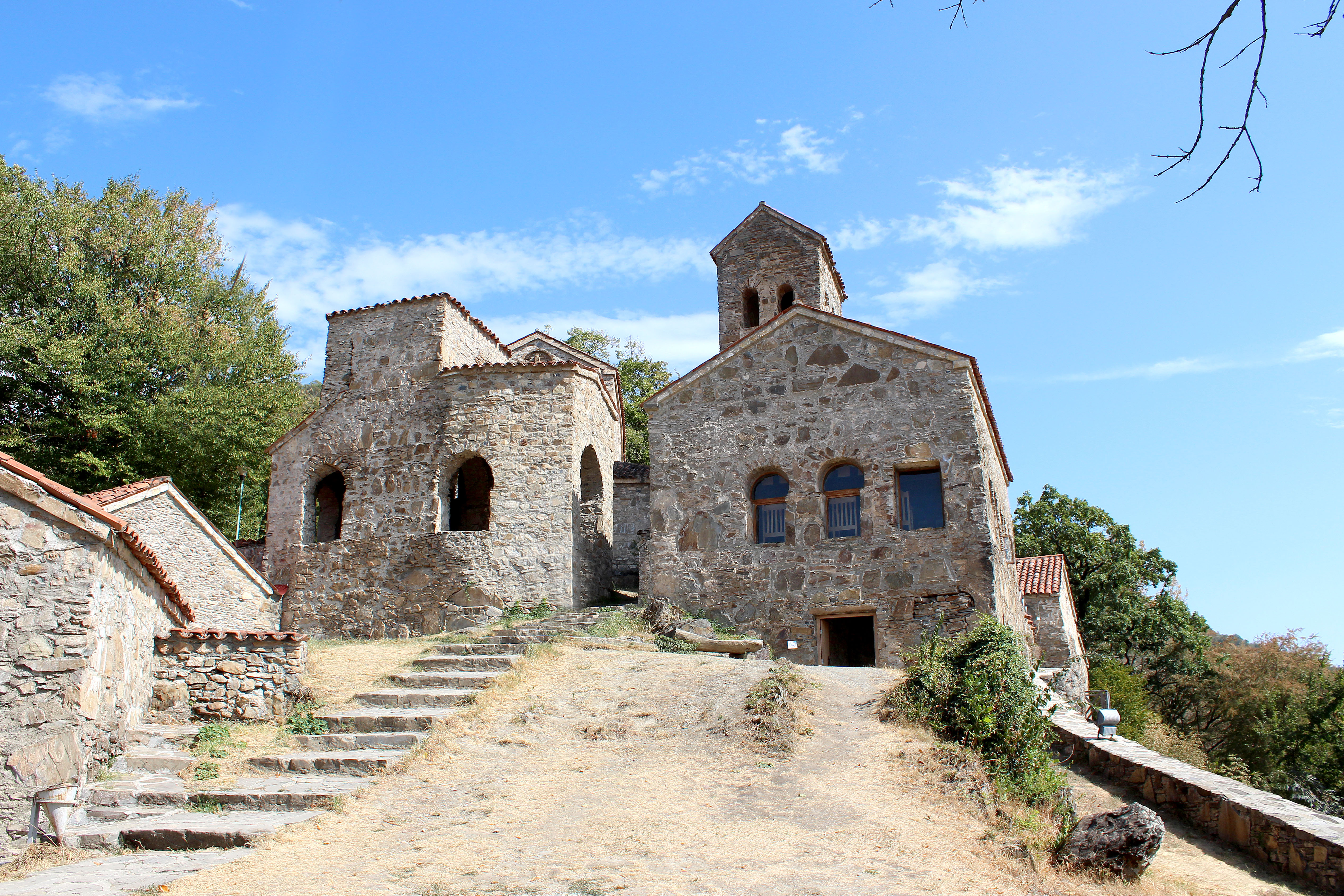
Частини монастирського комплексу: єпископський палац (праворуч), похоронна каплиця (зліва), трапезна (зліва на передньому плані) і вежа (праворуч на задньому плані).

Єпископський палац — це двоповерхова будівля, що стоїть поряд із церквою Успіння Пресвятої Богородиці. Вікна на обох поверхах мають чітко окреслені підковоподібні арки, архітектурний елемент, відсутній у Грузії після IX—X століть. Кімнати розташовані в порядку анфілади. Перший поверх майже цілком зайнятий винним погребом, з великим прямокутним кам'яним винним пресом в його північній частині і рядом винних глечиків (квеврі), похованих під землею. Стеля підтримується восьмикутною колоною в центрі. Двоповерхові сходи ведуть на терасу, а потім у головну кімнату верхнього поверху. Будівля була покрита дерев'яними балками, що підтримували теракотову плитку. На схід до палацу примикає одноповерхова склепінчаста будівля, можливо, трапезна у зв'язку з розташуванням поруч з винним льохом.
До північної стіни палацу примикає триповерхова оборонна вежа, побудована в XVI столітті. Вона була зведена на місці ранньої прямокутної конструкції з резервуаром для води і оснащена амбразурами. Її найвищий поверх, з великими отворами, також використовувався як дзвіниця.